# Kliktivismus
Kliktivismus (spojení slov “klikání” jakožto počítačová činnost a „aktivismus“) označuje digitální formu aktivismu, uplatňovanou zejména na internetu, jež užívá sociální média a další online prostředky k podporování určité záležitosti nebo prosazování daného cíle. Slouží k ovlivňování názorů veřejnosti a je nástrojem k dosažení politických, sociálních a dalších záměrů. Někdy bývá kliktivismus také definován jako polovičatý aktivismus postrádající souvislost s problémy reálného světa.

## Vznik kliktivismu
Rozvoj technologií na počátku třetího tisíciletí vedl ke vzestupu sociálních i jiných digitálních médií. Sociálními médii rozumíme nástroje, které umožňují lidem tvořit, sdílet a vyměňovat mezi sebou informace a multimediální obsah v rámci virtuální komunity nebo sítě. Spadají do podmnožiny médií, které považujeme za formu sdělovacích prostředků. Jedná se o vysoce interaktivní platformy, které za pomocí mobilních a webových zařízení poskytují efektivní způsob tvorby vlastního obsahu. Výhodou oproti tradičním médiím je, že na sociálním médiu informace z mnoha zdrojů proudí k mnoha uživatelům, velkým rozdílem je také možnost okamžité reakce, editace, komentáře či jiného zásahu do obsahu. Sociální média se stále vyvíjejí a zásadně mění způsob, jak mezi sebou organizace, komunity, podniky i jednotliví uživatelé komunikují.
Jako průkopníci kliktivismu bývají často úvaděni zakladatelé společnosti MoveOn.org, založené v roce 1998, manželé Joan Blades a Wes Boyd. Jednalo se o emailovou skupinu, která obesílala lidi s peticí, která byla mířena proti tehdejšímu prezidentovi Spojených států amerických Billu Clintonovi. Petici mezi sebou začali šířit sami lidé a získala více než půl milionu podpisů. MoveOn.org se i nadále zabývala dalšími kauzami a otevřeně podporovala demokratické kandidáty v USA.
MoveOn.org tak odstartovala propagaci kampaní v online sféře pomocí e-mail marketingu a později na ně přirozeně navázaly i další společnosti a organizace. A vzhledem k vývoji médií se už nedržely pouze rozesílání informací e-mailem, ale přesunuly se zejména na sociálně sítě, které jim umožňují široké publikum, které mohou oslovit.

## Kritika kliktivismu
Jak se stal kliktivismus rozšířený a snadno dostupný, snáší se na něho i silná kritika a celkově dostává termín negativní zabarvení. Pokud je někdo označen jako kliktivista, je často myšleno, že není opravdovým “aktivistou”, o problém se ve skutečnosti nezajímá a pouze se k němu povrchně vyjádří na internetu právě kliknutím na odkaz. Diskutovaná je také relevance různých “kliktivistických” kampaní vlivem jednoduchosti vyjádření podpory. Není totiž zřejmé, kolik lidí opravdu problém zajímá a byli by ochotní se zapojit i jinak než jen pouhou virtuální aktivitou, která nezabere více než pár sekund. V konečném důsledku tak kliktivismus degraduje aktivismus na nekonečný seriál petičních kampaní a účast na politice proměňují na pouhé proklikávání odkazů.
Podle editora časopsu The Adbusters, Micah Whitea, který se kliktivismem zabývá ve svých publikacích a článcích, tento technokratický “marketingismus” poškozuje všechna politická hnutí, k nimž se přimkne, včetně hnutí sociálního a environmentálního. Již dopředu se testují témata v různých průzkumech, aby hnutí vyhovalo co největšímu okruhu lidí.

## Příklady kliktivismu

### Kony 2012

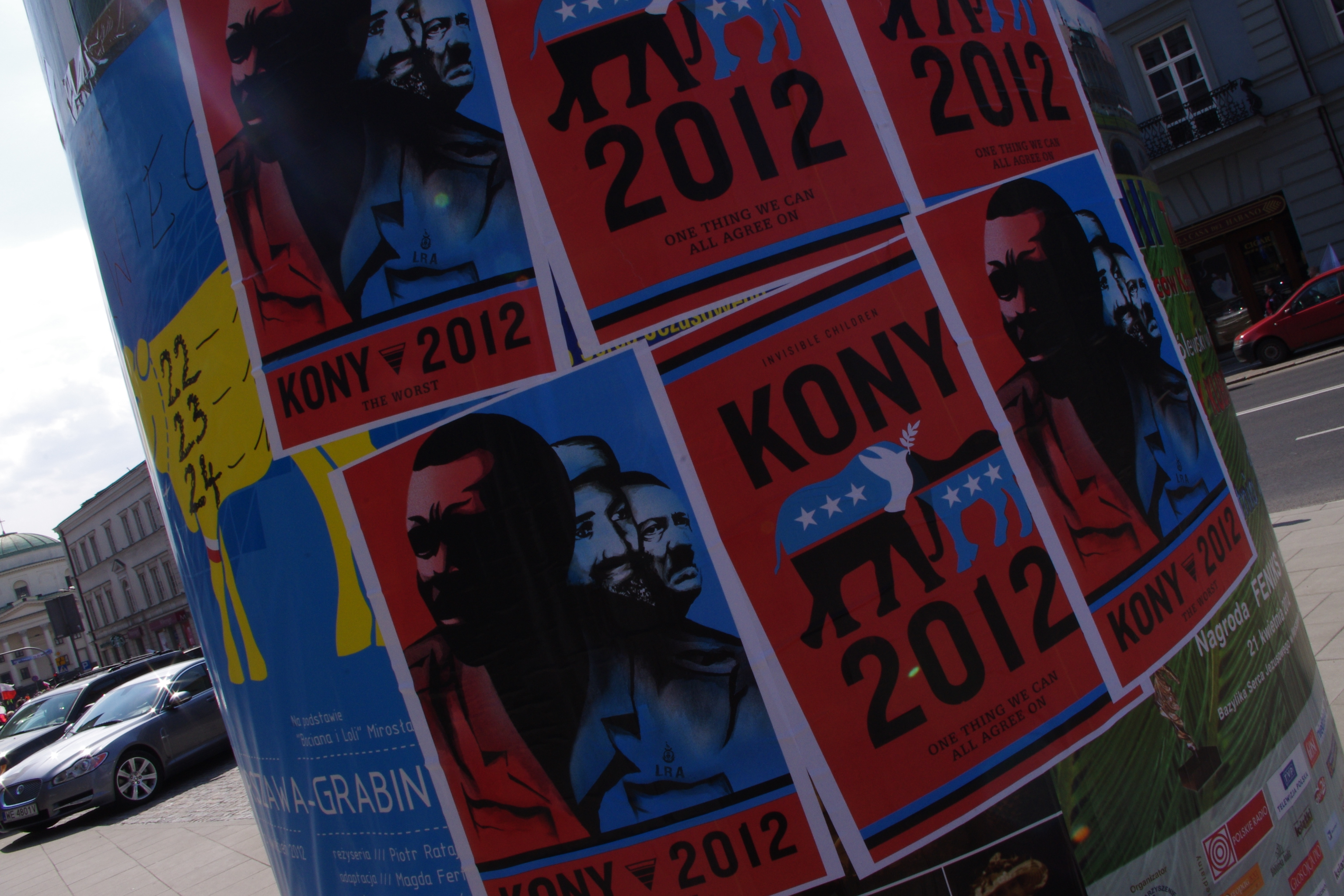
oficiální plakát kampaně Kony 2012

Jedním z nejznámějších příkladů kliktivismu je kampaň od organizace Invisible Children Kony 2012 (ze stejného roku). Kampaň měla podobu cca půl hodinového virálního videa ukazující únosy afrických dětí za účelem převýchovy na povstalecké vojáky vedené Josephem Konym. Díky hollywoodské produkci se video šířilo rychlostí světla ve všech zemích a kruzích, podporováno hashtagem #stopkony. Video vidělo přes 21 milionů lidí. Vedle podpory byla kampaň ale také kritizována z důvodu zaměření především na Americké občany a ne na africké vládce. Dalším bodem kritiky bylo nezmínění se o špatné úrovni lidských práv v Ugandě. Největší obvinění proti kampani ale bylo vzneseno z důvodu, že Kony byl z Ugandy vyhnán již před vytvořením virálního videa.
Stejně tak bylo poukazováno neznámé použití peněz získaných právě touto kampaní. Některé produkty nesoucí název Kony 2012 se dají sehnat i na eBayi, a není tudíž úplně zřejmé, jestli má peníze organizace Invisible Children nebo někdo jiný, kdo z kampaně pouze profituje.

### Další příklady kliktivismu
- organizování protestů (nepokoje v Egyptě v roce 2011)
- organizace bojkotů (bojkot palmového oleje)
- crowdsourcing (crowdsourcing průzkumu dopadů hurikánu Sandy v roce 2012)
- podepisování petic (kampaně organizace Greenpeace)
- crowdfunding (Kickstarter)
- obecná informovanost lidí, doplňování médií
- politické kampaně
- vyjádření podpory nějakého skutku nebo události